# 池上直己
池上 直己（いけがみ なおき、1949年5月3日 - ）は、日本の医師・医療経済学者である。(池上直己博士肖像リンク)

## 略歴
- 1975年、慶應義塾大学医学部卒、1981年慶応義塾大学より医学博士の学位を取得。学位論文は「地域の老人医療に関する研究 : 行動評価尺度と地域特性」[2]。
- 慶應義塾大学医学部医療政策・管理学教室名誉教授を務めている。

## 著作
- 日本の医療 : 統制とバランス感覚 / 池上直己, J.C.キャンベル著. -- 中央公論社, 1996. -- (中公新書 ; 1314)
- 医療技術・医薬品 / 池上直己, 西村周三編著. -- 勁草書房, 2005. -- (講座医療経済・政策学 ; 第4巻)
- 厚生科学研究費補助金政策科学推進研究事業研究報告書 / 愛育会 [編] ; disc1 平成12年度(1) - disc5 平成13年度(3)［コンピュータファイル］. -- 愛育会, 2003
- 『高齢者ケアをどうするか : 先進国の悩みと日本の選択』 / 高木安雄監修・訳 ;池上直己, ジョン・C・キャンベル編著. -- 中央法規出版, 2002
- 『臨床のためのQOL評価ハンドブック』 / 池上直己 [ほか] 編集 ; 福原俊一 [ほか] 執筆. -- 医学書院, 2001
- Narthe R. Gold eds. 1996 Cost-Eefectiveness in Health and Medicine=1999 池上直己、池田俊也, 土屋有紀監訳. 『医療の経済評価』-- 医学書院,

他多数。